# Antonio Razzi
Antonio Razzi (né le 22 février 1948 à Giuliano Teatino) est une personnalité politique italienne, résidant en Suisse.

## Biographie
Lors des élections générales italiennes de 2013, Antonio Razzi est élu sénateur des Abruzzes sur une liste du Peuple de la liberté qui avait été accusé de l'avoir acheté lors de sa démission de l'Italie des valeurs avec laquelle il avait été élu en 2006. Il était inscrit au groupe Peuple et territoire depuis son changement de parti.
En 2019 il est candidat de la 14e saison de Ballando con le stelle. 